# Гаутенг
Гаутенг Ґаутенґ — одна з провінцій Південно-Африканської Республіки. Утворена в 1994 році після адміністративної реформи. Гаутенг є найбільш економічно розвинутою провінцією ПАР. За розмірами території вона займає останнє місце (1,4 % країни). Столиця провінції — місто Йоганнесбург.